# Стефан I (герцог Баварии)
Стефан I (нем. Stephan I; 14 марта 1271 — 10 декабря 1310) — герцог Нижней Баварии с 1290 года.

## Биография
Стефан был сыном нижнебаварского герцога Генриха XIII и Елизаветы Венгерской, дочери венгерского короля Белы IV. Стефаном его назвала мать, в честь своего брата — венгерского короля Стефана V и, таким образом, привнесла имя «Стефан» в род Виттельсбахов.
В то время самым младшим сыновьям в семье предназначали духовную стезю, так как у них не было практически никаких шансов стать полновластными правителями (у Стефана было трое старших братьев), но папа Николай IV отказал ему в духовной карьере в Зальцбурге, и потому Стефану пришлось после смерти отца в 1290 году стать соправителем герцогства вместе со старшими братьями.
Людвиг скончался в 1296 году, а Оттон провёл 1305—1308 годы в Венгрии, и поэтому в начале XIV века Стефан был единственным реально правящим герцогом в Нижней Баварии. Он был противником Габсбургов, и умер в 1310 году во время войны против Фридриха Австрийского.

## Семья и дети
В 1299 году Стефан женился на Ютте Свидницкой, дочери князя яворского, свидницкого, львовекского и зембицкого Болеслава Сурового. У них было восемь детей:
- Агнеса (1301 — 7 декабря 1316), стала монахиней
- Беатриса (1302 — 29 апреля 1360), вышла замуж за Генриха III Горицкого
- Фридрих (ок.1303), считается умершим в детстве
- Ютта (ок.1304), считается умершей в детстве
- Генрих XIV (29 сентября 1305 — 1 сентября 1339)
- Елизавета (1306 — 25 марта 1330), вышла замуж за Оттона Австрийского
- Оттон IV (3 января 1307 — 14 декабря 1334)
- Людвиг (ок.1308), считается умершим в детстве